# Spencer Bachus
Spencer Thomas Bachus III (Birmingham, 28 dicembre 1947) è un politico e avvocato statunitense, membro della Camera dei Rappresentanti per lo stato dell'Alabama dal 1993 al 2015.

## Biografia
Laureato in legge, nel 1982 venne eletto come repubblicano al Senato dell'Alabama e dal 1984 al 1987 servì alla Camera dei Rappresentanti dell'Alabama. Nel 1991 divenne presidente del Partito Repubblicano dello Stato dell'Alabama e mantenne l'incarico fino al 1993, anno in cui riuscì ad approdare come deputato al Congresso dopo aver battuto il democratico in carica.
Negli anni seguenti Bachus venne riconfermato dagli elettori per altri dieci mandati, finché nel 2014 annunciò il suo ritiro e lasciò il seggio dopo ventidue anni di permanenza.
Spencer Bachus ha un'ideologia conservatrice, ma in alcune occasioni ha criticato il suo partito, ad esempio la corrente politica del Tea Party.
Sposato con Linda, ha cinque figli.